# Salvador Millet i Bel
Salvador Millet i Bel (Viladrau, 2 de agosto de 1912-Barcelona, 30 de abril de 1998) fue un economista, escritor y político español.

## Biografía
Diplomado por la Institució d´Estudis Economics i Comercials de la Generalitat republicana, amplió estudios en la Universidad de Berlín, donde fue discípulo de Friedrich Von Hayek y de Wilhelm Röpke.
En 1935 ingresó en las Juventudes de la Lliga Catalana, y en 1935 se asoció a Francisco Cambó, a quien admiraba profundamente. Por este motivo, fue perseguido al estallar la Guerra Civil y en 1936 se exilió en Francia. Al regresar, dirigió el Servicio de Estudios Económicos de Cambó, colaboró con la fundación Bernat Metge, y de 1947 a 1956 dirigió la editorial Alpha.
Como economista, se adscribió a la escuela liberal. Escribió diversos estudios y colaboró, a menudo, con artículos en La Vanguardia y Destino. También fue presidente del Institut d'Estudis Europeus y fue uno de los promotores del acercamiento entre los grupos neocapitalistas y democráticos en Europa. En 1975 intentó resucitar políticamente la Lliga Catalana con el Club Catalònia, que patrocinó la Lliga Liberal Catalana, pero que fracasó en las elecciones generales españolas de 1977. Posteriormente, ocupó cargos empresariales y de 1980 a 1987 fue presidente de La Caixa.
En 1986 recibió la Cruz de Sant Jordi y ha sido miembro de la Sociedad Catalana de Economía, filial del Instituto de Estudios Catalanes.

## Muerte
Salvador Millet falleció en Barcelona el 30 de abril de 1998, con 85 años.

## Obras
- Qué significa ser conservador, avui? (1987)
- Estado de quiebra (1993)
- Historia de l´agricultura espanyola durant els segles XIX i XX (2001)